# Гулая, Инна Иосифовна
И́нна Ио́сифовна Гу́лая (укр. Інна Йосипівна Гула; 9 мая 1940, Харьков, Украинская ССР — 28 мая 1990, Москва) — советская актриса театра и кино. Заслуженная артистка РСФСР (1976).

## Биография

### Происхождение
Мать актрисы Людмила Константиновна Генфер, в девичестве Гулая (23 января 1919—31 марта 2006), была дочерью члена ЦК КП(б)У, наркома труда Украинской ССР Константина Макаровича Гулого (1887—1937), репрессированного в эпоху Большого террора. В 1939 году её мать встретила будущего отца Инны, забеременела, однако тот бросил Людмилу, не захотев связывать судьбу с дочерью врага народа. Через некоторое время она познакомилась с уроженцем Золотоноши, военным инженер-капитаном, выпускником Московского института путей сообщения Иосифом Соломоновичем Генфером (1905—?), в будущем — участником Великой Отечественной войны, кавалером ордена «Знак Почёта», начальником Московско-Рязанской железной дороги. Услышав, что Людмила планирует аборт, Иосиф сделал ей предложение в первый же вечер знакомства, женился и принял отцовство. Когда Инна подросла, мать рассказала ей о настоящем отце. В 19 лет Инна даже встретилась с ним, но, по словам матери, не испытала к нему никаких чувств, хотя тот очень переживал, что отказался от ребёнка, и вскоре умер от инфаркта.
Иосиф Генфер также рано ушёл из жизни, и Людмила Константиновна воспитывала дочь одна. Жили очень бедно, мама подрабатывала портнихой. Она планировала отдать Инну в институт иностранных языков, но та с детства мечтала стать актрисой. По окончании средней школы не поступила в театральный институт и занималась в студии при Центральном детском театре. В 1962—1964 годах училась в Театральном училище имени Щукина.

### Карьера и личная жизнь
В 1960 году дебютировала в кино, исполнив роль Оли Рыжковой в фильме Василия Ордынского «Тучи над Борском». В 1961 году сыграла в фильме Льва Кулиджанова «Когда деревья были большими» свою самую значительную роль — роль деревенской девушки Наташи, доверчиво принимающей случайного человека за своего отца, пропавшего без вести на войне. Игра молодой актрисы отличалась высоким психологизмом и глубоким погружением в образ персонажа.
После этой работы Инна Гулая сыграла роль подруги Ярослава Гашека в совместном чехословацко-советском фильме «Большая дорога», а в 1965 году в фильме Михаила Швейцера и Софьи Милькиной «Время, вперёд!» — Шурочку, девушку начала 1930-х годов, захваченную пафосом гигантского строительства, новыми человеческими отношениями. Хотя в этих ролях не было достаточного материала для драматического развития, актриса показала новую сторону своего таланта — тонкое чувство юмора.
Служила в московском Театре юного зрителя. В 1962 году вышла замуж за сценариста и поэта Геннадия Шпаликова; год спустя от этого брака родилась дочь Дарья. В 1966 году стала актрисой Театра-студии киноактёра. В том же году вышел фильм «Долгая счастливая жизнь» — единственная режиссёрская работа Шпаликова. В этом фильме Инна Гулая сыграла свою последнюю главную роль, по выражению Любови Аркус, «русскую Джельсомину из заплёванного райцентра». В СССР картина прошла малозамеченной. По мнению киноведа Валерия Фомина, картина Шпаликова стала финальной точкой в развитии кинематографа оттепели. У Шпаликова начался период творческой невостребованности. Инна Гулая также стала получать мало предложений сниматься в кино. Отсутствие работы осложняло и без того непростую семейную жизнь. По воспоминаниям кинодраматурга Натальи Фокиной, жены Льва Кулиджанова,

[Талант] Инны, который был её тяжёлым бременем и игом, порабощал и мучил её и её близких. Она распространяла беспокойство и дискомфорт, что потом проявилось в семейной драме Инны и Гены Шпаликова. Какая-то в ней была «чёрная дыра», которую с первого взгляда не угадаешь. Было что-то обманчивое в её привлекательной внешности, бездонных выразительных глазах. В работе Инна была беспощадна к себе, не боялась быть некрасивой, морщила нос и волочила ноги.

По мнению писателя и журналиста Александра Нилина,

…уже первая роль — сектантки в картине Ордынского «Тучи над Борском» очень болезненно ударила по её психике (сами обстоятельства, предлагаемые ролью [сектанты изуверскими радениями доводят девушку до полубезумного состояния и совершают попытку распять её на кресте], оказались очень вредны для неё), на что вовремя никто не обратил внимания.

Памятник на Домодедовском кладбище

После скандалов и побегов Шпаликова из больницы, куда жена и тёща неоднократно клали его на лечение, Гулая в конце концов подала на развод, опасаясь за судьбу дочери. В 1974 году Геннадий Шпаликов повесился, а через 16 лет, 28 мая 1990 года, ушла из жизни и сама Гулая. Обстоятельства её смерти до сих пор доподлинно неизвестны. Актриса страдала от невостребованности в кино. Родственники и друзья Шпаликова прямо обвиняли актрису в том, что она подтолкнула бывшего мужа к смерти своим разводом, что привело к депрессиям и проблемам с алкоголем.

### Смерть
26 мая 1990 года мать и дочь актрисы обнаружили её лежащей без сознания в квартире у распахнутого холодильника; на столе стояли банка молока и кастрюля с гречневой кашей, приготовленные для еды. Врачи приехали не сразу. Гулая скончалась спустя два дня в больнице, не приходя в сознание. По заключению судмедэкспертов, причиной смерти стала передозировка снотворного. Было возбуждено уголовное дело, прекращенное за недоказанностью. Жёлтая пресса поспешила объявить смерть самоубийством, однако Людмила Константиновна опровергла слухи. По её словам, дочь плохо спала в последнее время, принимала много снотворного и, скорее всего, просто не рассчитала дозу.
Похоронена на Домодедовском кладбище в Подмосковье (участок 38).

## Отзывы
- Анатолию Эфросу приписывается выражение «Непосредственная, как Гулая»[14].
- Александр Нилин: «Инна была одарённее Люси Марченко, обладала лучшими внешними данными и человеком была намного хуже, чем Люся, что в профессии давало ей преимущество. <…> Но со всеми своими капризами она <…> так играла в пьесе Шварца „Тень“ Юлию-Джулию, что, по словам служившей одновременно с ней первой жены Бори Ардова, это становилось событием для их театра, из чьей труппы тогда не ушли ещё ни Инна Чурикова, ни Лия Ахеджакова, а героинь играла очень талантливая Тамара Дегтярёва <…>»[14].

## Семья
- Муж — Геннадий Шпаликов, поэт, сценарист (1937—1974)
  - Дочь — Дарья Шпаликова (род. 19 марта 1963)

## Фильмография
| Год  |     | Название                    | Роль                         |
| ---- | --- | --------------------------- | ---------------------------- |
| 1960 | ф   | Тучи над Борском            | Оля Рыжкова                  |
| 1960 | ф   | Шумный день                 | Фира Канторович              |
| 1961 | ф   | Когда деревья были большими | Наташа                       |
| 1962 | ф   | Большая дорога              | Шура, жена Гашека            |
| 1964 | ф   | Пятый тополь                | Имя персонажа не указано     |
| 1965 | ф   | Время, вперёд!              | Шура Солдатова               |
| 1966 | ф   | Долгая счастливая жизнь     | Лена                         |
| 1969 | кор | Фронт за околицей           | Анна                         |
| 1971 | ф   | Если ты мужчина…            | Маша                         |
| 1971 | ф   | Пристань на том берегу      | Маруся                       |
| 1975 | ф   | Бегство мистера Мак-Кинли   | секретарша                   |
| 1977 | мтф | Хождение по мукам           | Елизавета Киевна Расторгуева |
| 1979 | мтф | Маленькие трагедии          | Царица ночи                  |
| 1984 | мтф | Мёртвые души                | эпизод                       |
| 1987 | ф   | Крейцерова соната           | дама с лорнетом (эпизод)     |